# Sāyaṇa
Sayana (in sanscrito सायण Sāyaṇa, con il titolo onorifico सायणाचार्य Sāyaṇācārya; ... – 1387) fu un importante commentatore dei Veda.
Il suo Vedārthaprakāśa  è la prima fonte conosciuta in cui è attestato il valore della velocità della luce, compresa tra 267.910 e 300.940 km/sec Si affermò culturalmente sotto la dinastia del re Bukka I e del suo successore Harihara II, nell'Impero di Vijayanagara nel Sud dell'India. Era figlio di Māyaṇa e allievo di Viṣṇusarvajña di Samkarananda. Gli sono state attribuite più di un centinaio di opere, tra le quali i commenti su quasi tutte le sezioni dei Veda - alcune delle quali, in realtà, scritte dai suoi allievi, mentre altre sono state scritte in collaborazione con il fratello Madhava o Vidyāraṇya-svāmin.

## Opere
L'opera più importante è il Sayana Vedartha Prakàsha (letteralmente: Il significato dei Veda reso manifesto). Il suo commento sul Rigveda è stato a sua volta commentato da Max Müller. La parte centrale del commento è stato probabilmente scritto dallo stesso Sayana, ma include anche contributi di suo fratello Madhava, con aggiunte dei suoi studenti e più tardi di autori che scrissero sotto il nome di Sayana. Sayana (o anche Sāyaṇamādhava) per convenzione si riferisce alla paternità collettiva del commento nel suo insieme senza distinzione tra gli autori.

## Stima della velocità della luce
Nel suo commento al Rigveda, Sāyaṇa scrisse: «tatha ca smaryate yojananam. sahasre dve dve sate dve ca yojane Ekena nimishardhena kramaman» (in sanscrito: «तथा च स्मर्यते योजनानां सहस्त्रं द्वे द्वे शते द्वे च योजने एकेन निमिषार्धेन क्रममाण नमोस्तुते»), la cui traduzione letterale è: «... [O Sole,] mi inchino a voi, voi che giungete a noi in 2.202 yojana in mezzo nimesha». Usando i fattori di conversione comunemente accettati per queste unità di misura, il professor Kak ha calcolato la velocità in 186.413,22 miglia/sec, pari a 299.938,5 km/s

## Manuali minori
Scrisse anche molti manuali minori chiamati Sudhanidhis che trattano diversi argomenti: Prayaschitta (espiazione), Yajnatantra (rituale), Purushartha (obiettivi delle attività umane),  Ayurveda (medicina tradizionale indiana), Sangit Sara (L'essenza della musica), Prayaschitra, Alankara, e Dhatuvrddhi (grammatica)